# Bisdom Kottapuram
Het bisdom Kottapuram (Latijn: Dioecesis Kottapuramensis) is een rooms-katholiek bisdom met als zetel Kodungallur, in India. Het bisdom is suffragaan aan het aartsbisdom Verapoly. 

## Geschiedenis
Het bisdom werd opgericht op 3 juli 1987, uit delen van het aartsbisdom Verapoly. 

## Parochies
Het bisdom had in 2021 een oppervlakte van 3.300 km2 en telde 3.626.740 inwoners waarvan 2,7% rooms-katholiek was.

## Bisschoppen
- Francis Kallarakal (3 juli 1987 - 20 februari 2010)
- Joseph Karikkassery (18 december 2010 - 1 mei 2023)
  - Alex Joseph Vadakumthala (apostolisch administrator: 1 mei 2023 - 20 januari 2024)
- Ambrose Puthenveettil (30 november 2023 - heden)

## Galerij van afbeeldingen

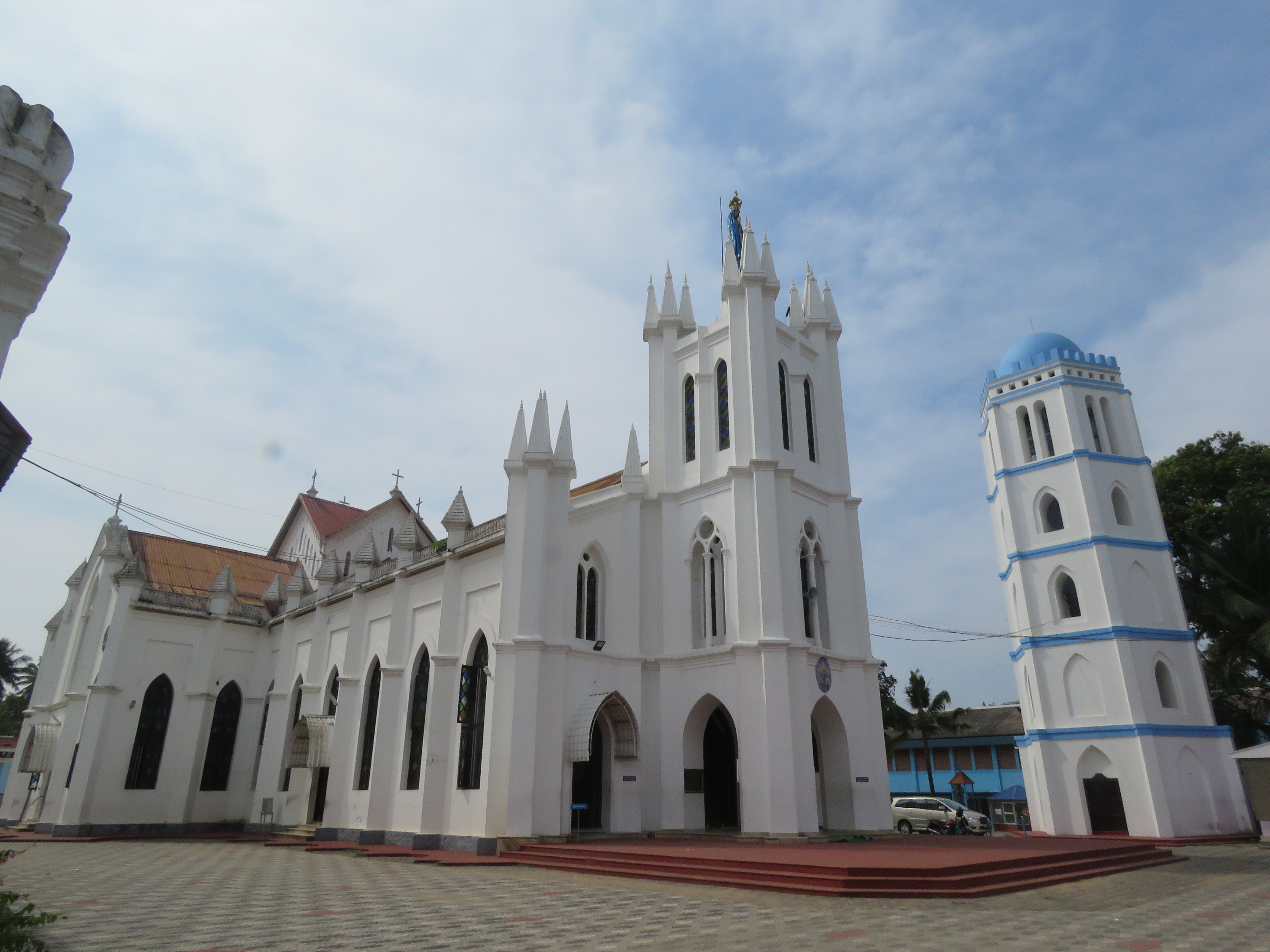
Basiliek Our Lady of Snows in Pallippuram

Verapoly (aartsbisdom) · Calicut · Cochin · Kannur · Kottapuram · Sultanpet · Vijayapuram